# رؤوف سلامة موسى
رؤوف سلامة موسى (1929- 2006) أول وأكبر أبناء سلامة موسى الصحافي والكاتب والمصلح الاجتماعي القبطي، المشهور منذ العشرينيات من القرن العشرين.
درس الدكتور رؤوف الطب البيطري في جامعة القاهرة وحصل علي الدكتوراة في الباكتريولوجي من جامعة ليدز في إنجلترا ثم عمل في هيئة التدريس، قسم الباكتريولوجي بجامعة الإسكندرية مـصر. ثم خبيراً في السالمونيللا في شركة اليمنت العالمية في سويسرا. عاد إلى مصر في 1978، وأسـس مؤسسة المستقبل للطبع والنشر التي أصبحت في وقت قصير واحدة من من أشهر المؤسسات في العالم العربي.
إضافة إلى كتاباته في الجرائد والمجلات قدمت «المستقبل» أعمال والده سلامة مـوسى وأعمال النقد الإسلامي فرج فودة الذي أغتيل في 1992. والطبيبة النفسية نوال السعداوي ومختلف الكتب التعليمية والثقافية والقواميس والدراسات في جغرافية وتاريخ مــصر باللغة العربية والألمانية والفرنسية.